# Viladrau
Viladrau é um município da Espanha na comarca de Osona, província de Girona, comunidade autónoma da Catalunha. Tem 50,7 km² de área e em 2021 tinha 1 102 habitantes (densidade: 21,7 hab./km²).

## Demografia
| Variação demográfica do município entre 1991 e 2004[carece de fontes?] | Variação demográfica do município entre 1991 e 2004[carece de fontes?] | Variação demográfica do município entre 1991 e 2004[carece de fontes?] | Variação demográfica do município entre 1991 e 2004[carece de fontes?] |
| ---------------------------------------------------------------------- | ---------------------------------------------------------------------- | ---------------------------------------------------------------------- | ---------------------------------------------------------------------- |
| 1991                                                                   | 1996                                                                   | 2001                                                                   | 2004                                                                   |
| 883                                                                    | 866                                                                    | 863                                                                    | 959                                                                    |